# ريبيكا كلارك
ريبيكا كلارك (بالإنجليزية: Rebecca Clarke)‏ (و. 1886 – 1979 م) هي ملحنة، وعازفة كمان، وعالمة موسيقى بريطانية، تستخدم آلات كمان، وكمان متوسط، توفيت في نيويورك، عن عمر يناهز 93 عاماً.

## التعليم
تعلمت في الأكاديمية الملكية للموسيقى، وتعلمت في الكلية الملكية للموسيقى ‏
.